# Kay Panabaker
Stephanie Kay Panabaker (n. 2 mai 1990 în Orange, Texas, SUA), este o actriță americană, cunoscută pentru rolul Sophie din serialul Doi bărbați și jumătate. Ea este sora mai mică a actriței Danielle Panabaker.